# Gustav von Kotze
Hans Friedrich Gustav von Kotze (* 15. Februar 1806 in Klein Oschersleben; † 13. November 1880 in Hannover) war ein preußischer Generalleutnant.

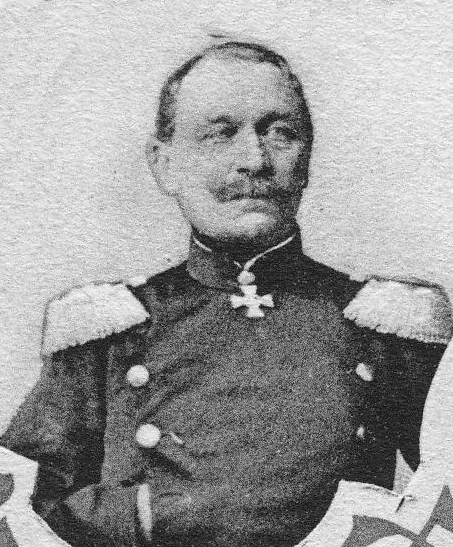
Gustav von Kotze

## Leben

### Herkunft
Gustav war ein Sohn des preußischen Rittmeisters a. D. Lebrecht von Kotze (1764–1831) und dessen Ehefrau Dorothea, geborene Raabe (1773–1835).

### Militärkarriere
Kotze trat am 6. November 1822 als Volontär in das Garde-Kürassier-Regiment der Preußischen Armee ein und avancierte bis Mitte März 1825 zum Sekondeleutnant. Bis Ende April 1842 stieg Kotze zum Rittmeister und Chef der 4. Eskadron auf. Mitte Juni 1853 wurde er zum Major befördert und am 8. Juni 1854 als etatsmäßiger Stabsoffizier in das 3. Kürassier-Regiment nach Königsberg versetzt. Daran schloss sich ab dem 19. Februar 1857 eine Verwendung als Kommandeur des 7. Ulanen-Regiments in Saarbrücken an. In dieser Stellung wurde Kotze am 9. April 1857 zum Oberstleutnant sowie am 31. Mai 1859 zum Oberst befördert. Sein Regimentschef, Großherzog Friedrich I., verlieh ihm für sein Wirken in der Truppenführung das Kommandeurkreuz II. Klasse des Ordens vom Zähringer Löwen. Am 10. Mai 1861 beauftragte man Kotze zunächst mit der Führung der 12. Kavallerie-Brigade und ernannte ihm am 24. Juli 1861 unter Stellung à la suite seines Regiments zum Brigadekommandeur. Anlässlich der Krönungsfeierlichkeiten von Wilhelm I. erhielt Kotze den Kronenorden III. Klasse.
Am 16. September 1862 erfolgte mit der Ernennung zum Kommandeur der 15. Kavallerie-Brigade seine Versetzung nach Köln sowie am 25. Juni 1864 die Beförderung zum Generalmajor. 1866 führte Kotze seine Brigade im Deutschen Krieg und wurde nach dem Friedensschluss für sein Verhalten mit den Schwertern zum Roten Adlerorden II. Klasse mit Eichenlaub ausgezeichnet. In Genehmigung seines Abschiedsgesuches wurde Kotze am 13. Oktober 1866 unter Verleihung des Charakters als Generalleutnant mit der gesetzlichen Pension zur Disposition gestellt.
Er verstarb unverheiratet.